# Collège doctoral de l'université de Lille
Pour un article plus général, voir Université de Lille.
Le Collège doctoral européen de l'université de Lille regroupe 7 écoles doctorales et 3 000 doctorants soutenus par 150 laboratoires et instituts de recherche localisés dans les Hauts-de-France. Il favorise les coopérations européennes dans la région de l'Eurométropole Lille-Kortrijk-Tournai dont Lille est la principale ville.
Le principal acteur de ce collège doctoral européen est l'Université de Lille avec ses 80 000 étudiants. Il dépendait auparavant de la COMUE Lille Nord-de-France jusqu'à la dissolution de celle-ci en 2019.
Le collège doctoral comprend des laboratoires réunis au sein d'instituts étalés en de nombreux endroits (tel que l'Institut Charles Viollette), avec des coopérations transfrontalières (telle que l'Unité Mixte de Recherche Transfrontalière BioEcoAgro).

## Écoles doctorales
Sept écoles doctorales françaises sont incluses dans le collège doctoral européen de l'université de Lille, avec 3 000 étudiants inscrits en thèse de doctorat au sein de 150 laboratoires de recherche :
- Ecole doctorale Biologie Santé de Lille (BSL ED 446)
- Ecole doctorale Sciences Economiques, Sociales, de l'Aménagement et du Management (SESAM ED 73)
- Ecole doctorale Sciences de l'Homme et de la Société (SHS ED 473)
- Ecole doctorale Sciences Juridiques, Politiques et de Gestion (SJPG ED 74)
- Ecole doctorale Sciences de la Matière, du Rayonnement et de l'environnement (SMRE ED 104)
- Ecole doctorale Science de l'ingénierie et des systèmes (ENGSYS ED 632)
- Ecole doctorale Mathématiques, sciences du numérique et de leurs interactions (MADIS ED 631)

## Coopérations européennes
Le Collège doctoral européen (CDE) de l'université de Lille soutient les laboratoires de recherche localisés dans l'Eurodistrict Lille-Courtrai et y associe des universités de l'Eurorégion formée par la Belgique et l'académie de Lille en France. Il vise à renforcer la coopération universitaire et de recherche entre les universités de l'Eurorégion.
Il est à la base de l'initiative d'excellence I-Site de l'université de Lille.

## Laboratoires et instituts de recherche
Cette liste n'est plus à jour et concerne le collège doctoral à l'époque de la COMUE :

### École doctorale des sciences pour l'ingénieur (SPI)
- IEMN - Institut d'électronique de microélectronique et de nanotechnologie, Université de Lille & École centrale de Lille, campus Valenciennes UMR8520
- IRCICA - Institut de recherche sur les composants logiciels et matériels pour l'information et la communication avancée de Lille, Université de Lille - FR CNRS 3024
- CRIL - Centre de recherche en informatique de Lens, campus Artois-Lens FRE 2499
- L2EP - Laboratoire d'électrotechnique et d'électronique de puissance de Lille, Université de Lille et École centrale de Lille - ENSAM HEI EA 2697
- LAGIS - Laboratoire d'automatique, génie informatique et signal, Université de Lille et École centrale de Lille, UMR-CNRS 8146
- LAMAV-Laboratoire de mathématiques et ses applications de Valenciennes, campus Valenciennes EA 4015
- LAMIH-Laboratoire d’automatique, de mécanique et d’informatique industrielles et humaines, campus Valenciennes UMR-CNRS 8530
- LAMTI-Laboratoire d’Artois de mécanique, thermique et instrumentation, campus Artois EA 2472
- LASL-Laboratoire d’analyse des systèmes du littoral, campus Littoral EA 2600
- LEMCEL, Laboratoire d’étude des matériaux et des composants pour l’électronique, campus Littoral EA 2601
- LG2IA - Laboratoire de génie informatique et automatique de l’Artois, campus Artois 3926
- LIFL-Laboratoire d'informatique fondamentale de Lille, Université de Lille UMR-CNRS 8022
- LIL-Laboratoire d’informatique du Littoral, campus Littoral TRIGONE EA 4029
- LLL-Laboratoire Liouville du Littoral, campus Littoral EA 2597
- LM2O - Laboratoire de modélisation et de management des organisations, École centrale de Lille
- LME-Laboratoire de mécanique et énergétique, campus Valenciennes EA 2447
- LML - Laboratoire de mécanique de Lille, Université de Lille et École centrale de Lille, ENSAM UMR-CNRS 8107
- LMLens-Laboratoire de mathématiques de Lens, campus Artois EA 2462
- LMP-Laboratoire des matériaux et procédés, campus Valenciennes EA 2443
- LPP-Laboratoire Paul-Painlevé, Université de Lille UMR-CNRS 8524
- LSEE-Laboratoire des systèmes électrotechniques et environnement, campus Artois EA 4025

### École doctorale des sciences de la matière, du rayonnement et de l'environnement (SMRE)
- IMCCL - Institut des molécules et de la matière condensée de Lille, Université de Lille
- UCCS - Unité de catalyse et de chimie du solide de Lille, École nationale supérieure de chimie de Lille, École centrale de Lille, Université de Lille et campus Artois UMR 8181
- LASIR - Laboratoire de spectrochimie infrarouge et Raman, Université de Lille UMR 8516
- LCE - Laboratoire de catalyse et environnement, campus Littoral EA 2598
- LCOM - Laboratoire de chimie organique et macromoléculaire, Université de Lille et École nationale supérieure de chimie de Lille UMR 8009
- LDSMM - Laboratoire de dynamique et structure des matériaux moléculaires, Université de Lille
- LENE - Laboratoire d’écologie numérique et écotoxicologie, Université de Lille
- LGEPV - Laboratoire de génétique et évolution des populations végétales, Université de Lille UMR 8016
- LGPTA - Laboratoire de génie des procédés et technologie alimentaires, Université de Lille et INRA 638
- LMPE - Laboratoire de mycologie, phytopathologie et environnement, Campus Littoral EA 2602
- LMPGM - Laboratoire de métallurgie physique et génie des matériaux, Université de Lille et École nationale supérieure de chimie de Lille, UMR 8517
- LOA - Laboratoire d'optique atmosphérique, Université de Lille UMR 8518
- LPCA - Laboratoire de Physico-Chimie de l’Atmosphère, Campus Littoral UMR 8101
- LSOE - Laboratoire de Synthèse Organique et Environnement, Campus Littoral EA 2599
- LSPES - Laboratoire de Structure et Propriétés de l’État Solide, Université de Lille & École nationale supérieure de chimie de Lille UMR 8008
- LTPMC - Laboratoire de Thermo-Physique de la Matière Condensée, Campus Littoral UMR 8024
- IRI - Institut de Recherches Interdisciplinaires, Université de Lille FRE 2693
- BDM - Laboratoire Biostructures et Découverte du Médicament, Université de Lille U_INSERM 761
- EMDCE - École des Mines de Douai, Département Chimie et Environnement
- EMDGC - École des Mines de Douai, Département Génie civil
- EMDTPC - École des Mines de Douai, Département Technologie des polymères et composites
- GEOSYS - Laboratoire Géosystèmes, Université de Lille UMR 8157
- GEPIFREM - Laboratoire de Génie des Procédés d’Interaction Fluides Réactifs, Université de Lille EA 3571
- GRAM - Groupe de Recherche Analyse du Médicament, Université de Lille EA 4034
- LOG - Laboratoire d'Océanologie et de Géosciences, Université de Lille & Campus Littoral-Wimereux UMR 8187
- PhLAM - Laboratoire de Physique des Lasers, Atomes et Molécules, Université de Lille UMR 8523
- ProBioGEM - Laboratoire Procédés Biologique et Génie Enzymatique et Microbien, Université de Lille EA 1026
- SADV - Laboratoire Stress Abiotique et Différenciation des Végétaux Cultivés, Université de Lille U_INRA 1281

### École doctorale biologie-santé (BSL)
- UMR-CNRS 8161 - Institut de Biologie de Lille, Université de Lille-CHU-Institut Pasteur de Lille
- UMR-CNRS 8009 - Unité Protéomique, Spectrométrie de masse, Université de Lille
- UMR-CNRS 8090 - Unité Génétique des maladies multifactorielles, Université de Lille-Calmette-Institut Pasteur de Lille
- UMR-CNRS 8160 - Unité Neuroscience fonctionnelle et pathologies, Université de Lille-Calmette
- UMR-CNRS 8161 - Microbiologie cellulaire et pathogénie infectieuse, Université de Lille-CHU-Institut Pasteur de Lille
- UMR-CNRS 8576 - Unité Glycobiologie Structurale et Fonctionnelle, Université de Lille
- UMR-CNRS INSERM - Institut de Recherche sur le Cancer de Lille, Université de Lille-CHU
- U 545 - Récepteurs nucléaires, lipoprotéines et athérosclérose, Université de Lille-Calmette (INSERM) Institut Pasteur de Lille
- U 547 - Schistosomiase, paludisme et inflammation, Université de Lille-Calmette (INSERM)-Institut Pasteur de Lille
- U 629 - Mécanismes Moléculaires de la Pathologie Bactérienne, Université de Lille-Calmette (INSERM) Institut de Biologie de Lille
- U 703 - Thérapies interventionnelles assistées par l'image et la simulation, Université de Lille-CHU Pavillon Vancostenobel (INSERM)
- U 744 - Unité d'Epidémiologie et de Santé Publique, Université de Lille-Calmette (INSERM)-Institut Pasteur de Lille
- U 761 - Biostructures et découverte du médicament, Université de Lille-CHU (INSERM) Faculté de Pharmacie-Institut Pasteur de Lille
- U 774 - Biomolécules et Inflammation Pulmonaire, Université de Lille-Institut Pasteur de Lille
- U 795 - Physiopathologie des Maladies Inflammatoires intestinales, Université de Lille-CHU (INSERM)
- U 799 - Physiopathologie et diagnostic des candidoses, Université de Lille-CHU-Faculté de Médecine (INSERM)
- U 800 - Laboratoire de Physiologie Cellulaire, Université de Lille
- U 801 - Interactions des bactéries pathogènes avec l'hôte, Université de Lille-Calmette (INSERM)-Institut Pasteur de Lille
- U 837 - JPARC, Centre de Recherche Jean-Pierre Aubert, Université de Lille-CHU-Laboratoire de Recherche Gérard Biserte (INSERM)
- U 859 - Thérapie cellulaire du diabète, Université de Lille-CHU-Faculté de médecine (INSERM)
- U 908 - Signalisation des facteurs de croissance dans le cancer du sein. Protéomique fonctionnelle, Université de Lille
- FRE 2933 - Neuroimmunologie des Annélides, Université de Lille
- FRE 2963 - Institut de Recherches Interdisciplinaires – IRI•-Université de Lille-Calmette
- EA 1043 - Groupe de recherche et d'innovation thérapeutique, Université de Lille-CHU
- EA 1046 - Cibles pharmacologiques cellulaires et moléculaires, pathologies neurovasculaires et cardiovasculaires, Université de Lille-CHU
- EA 1049 - Biophysique, Médecine Nucléaire et Technologies Médicales, Université de Lille-CHU
- EA 2465 - Physiopathologie de la cellule endothéliale cérébrale, Campus Artois
- EA 2603 - LR2B ERI 2 - Laboratoire de Recherche sur les Biomatériaux et les Biotechnologies, Campus Littoral-Boulogne-sur-Mer
- EA 2603 - Laboratoire de Biologie Cellulaire et Moléculaire, Campus Littoral-Boulogne-sur-Mer
- EA 2679 - Variabilité génétique de réponse de l'organisme face à son environnement chimique Université de Lille-CHU
- EA 2683 - Noyaux gris centraux, Université de Lille-CHU
- EA 2686 - Laboratoire d'Immunologie. Homéostasie du Compartiment Lymphocytaire Périphérique, Université de Lille-CHU
- EA 2689 - Détresses Respiratoires et Circulatoires. Physiopathologie, Université de Lille-CHU
- EA 2690 - Toxiques et cancérogènes professionnels et environnementaux Université de Lille-Calmette-Institut Pasteur de Lille
- EA 2691 - Troubles Cognitifs Dégénératifs et Vasculaires, Université de Lille-CHU
- EA 2692 - Groupe de recherche sur l'inhibition de la prolifération cellulaire, Université de Lille-CHU
- EA 2693 - ERI 9 Laboratoire de Recherche en Hémostase et Pathologie Vasculaire, Université de Lille-CHU
- EA 2694 - Santé Publique : épidémiologie et qualité des soins EA 2694, Université de Lille-CHU
- EA 3608 - Activité Physique, Sport, Santé, Université de Lille-Porte de Douai - Jardin des Plantes
- EA 3609 - Présence et circulation de pathogènes eucaryotes dans les écosystèmes, Université de Lille-CHU--Institut Pasteur de Lille
- EA 3610 - Pathogénèse virale du diabète de type 1, Université de Lille-CHU
- EA 3614 -  Aide à la décision en santé, Université de Lille-CHU
- EA 3925 - Interrelations inflammation infection et malnutrition au cours des maladies respiratoires chroniques de l'enfant Université de Lille-CHU
- EA 4020 - Régulation des signaux de division, Université de Lille
- EA 4031 - Éthique de la recherche clinique, Université Catholique de Lille, Lille Vauban
- EA 4032 - Physiopathologie et thérapeutique des tissus calcifiés, Université de Lille-CHU
- EA 4034 - Groupe de recherche Analyse du Médicament, Université de Lille-CHU
- EA 4052 - Neurosciences et physiologie adaptatives, Université de Lille
- JE 2488 - ERI 8 - Biologie du développement, Université de Lille
- JE 2490 - Pathologie cardio-pulmonaire d'origine anténatale, Université de Lille-CHU
- JE 2491 - Médicaments à libération contrôlée du principe actif : Mécanismes et optimisation, Université de Lille-CHU

### École doctorale en sciences économiques, sociales, de planification, de gestion (SESAM)
- IAE - Institut d'administration des entreprises de Lille, Lille
- UMR-CNRS 8019 - CLERSE (économie, sociologie, anthropologie), Université de Lille
- UMR-CNRS 9221 -  LEM (Lille économie et management), Lille
- FRE 2941 - PGQ (Préhistoire, géographie physique), Université de Lille
- EA 1702 - IMN (économie, sociologie, géographie) campus Littoral
- EA 2468 - DRT Dynamique des réseaux et territoires (géographie), campus Artois
- EA 3589 - GRACC (sociologie, anthropologie), Université de Lille
- EA 3604 - LRII (économie, sciences de gestion), campus Littoral
- EA 4018 - EE (économie, économétrie), Université de Lille
- EA 4019 - TVES (géographie, aménagement/urbanisme), Université de Lille
- EA 4026 - EREIA (économie, sciences de gestion) campus Artois
- JE 2467 - LEMMA (économie) campus Littoral

### École doctorale en sciences humaines et sociales (SHS)
- IST - Institut des sciences du travail, Université de Lille
- UMR-CNRS 8163, S.T.L. - Savoirs, Textes et Langage, Université de Lille
- UMR-CNRS 8164, HALMA - IPEL Histoire, Archéologie, Littérature des mondes anciens - Institut de Papyrologie et d'Égyptologie de Lille, Université de Lille
- UMR-CNRS 8529, IRHIS - Institut de Recherches Historiques du Septentrion, Université de Lille
- UMR-CNRS 8530 PERCOTEC-LAMIH – Psychologie et Ergonomie Cognitive dans les Environnements Technologiques, campus Valenciennes
- EA 1059, URECA - Unité de Recherche sur l'Évolution du Comportement et l'apprentissage, Université de Lille
- EA 1061, ALITHILA - Analyses Littéraires et Histoire de la Langue, Université de Lille
- EA 2444, CALHISTE - Cultures Arts Histoire Imaginaires Sociétés et Territoires Étrangers, campus Valenciennes
- EA 2444, CAMLMA - Centre d’Analyse du message littéraire et artistique, campus Valenciennes
- EA 2444, CRHICC - Centre de recherche en Histoire, Civilisations et cultures des pays du monde occidental, campus Valenciennes
- EA 2445, LSC – Laboratoire des Sciences de la Communication, campus Valenciennes
- EA 2446, CAMELIA - Centre d’Analyse du message littéraire et artistique, campus Valenciennes
- EA 3587, CEAC - Centre d'Études des Arts Contemporains, Université de Lille
- EA 3607, CERTEL - Centre d'études et de recherches sur les textes électroniques littéraires, campus Artois
- EA 3607, CIREL – Centre Inter-universitaire de Recherche en Éducation de Lille, Université de Lille
- EA 4027, CREHS – Centre de Recherche et d'Études Histoire et Société, campus Artois
- EA 4028 Textes et Cultures, campus Artois
- EA 4030, HLLI – Histoire, Langues, Littératures, Interculturalité, campus Littoral
- EA 4072, PSITEC - Psychologie : interactions, temps, émotions, cognition, Université de Lille
- EA 4073, GERIICO - Groupe d'Études et de Recherche Interdisciplinaire en Information et Communication, Université de Lille
- EA 4074, CECILLE - Centre d'Études en Civilisations, Langues et Littératures Étrangères, Université de Lille
- JE 2489, GRAMMATICA – centre de recherche en linguistique, campus Artois
- JE 2497, NCA - Neuropsychologie et Cognition Auditive, Université de Lille
- JE 2498, SELOEN - Sémantique, Logique, Énonciation, Université de Lille

### École doctorale de droit, gestion, sciences politiques (SJPG)
- Institut d'études politiques de Lille (Sciences Po Lille) (Université de Lille-Porte de Valenciennes)
- Institut de recherche en droit public (Université de Lille-Porte de Douai - Jardin des Plantes, EA no 4036)
- Institut de recherche sur l'évolution de l'environnement normatif des activités transnationales (Université de Lille-Porte de Douai - Jardin des Plantes, IREENAT, EA no 3612)
- Institut du développement et de la prospective (Campus Valenciennes, EA no 1384)
- Centre de recherches d'histoire judiciaire (Université de Lille-Porte de Douai - Jardin des Plantes-CNRS, CHJ, UMR no 8025)
- Centre d'études et de recherches administratives politiques et sociales (Université de Lille-Porte de Douai - Jardin des Plantes-CNRS, CERAPS, UMR no 8026)
- Centre René Demogue de droit des obligations et théorie du droit (Université de Lille-Porte de Douai - Jardin des Plantes, René Demogue, EA no 3613)
- Centre d'études politiques sur l'Europe du Nord (Université de Lille-Porte de Valenciennes, CEPEN EA no 4049)
- Centre éthique et procédures (Campus Artois EA no 2471)
- Centre de recherche en éthique de la recherche clinique (Université de Lille-Porte de Douai - Jardin des Plantes, EA no 4031)
- Laboratoire d'études et de recherches appliquées au droit privé (Université de Lille-Porte de Douai - Jardin des Plantes, LERADP, EA no 1055)
- Laboratoire d'études et de recherches en droit social (Université de Lille-Porte de Douai - Jardin des Plantes, LEREDS, EA no 3611)
- Laboratoire de Recherche Juridique (campus Littoral LARJ, EA no 3603)
- Laboratoire de sciences sociales, sport, identité, culture (Université de Lille-Porte de Douai - Jardin des Plantes, EA, no 4110)
- Groupe d'études et de recherches en management des entreprises (Université de Lille-Porte de Douai - Jardin des Plantes, GERME, EA no 1056)

## Associations connexes
- Association Bernard Gregory
- Campus France
- Bourse de la francophonie
- Bourse d'excellence Eiffel
- Bourse d'excellence Eiffel